# Euclimacia tagalensis
Euclimacia tagalensis is een insect uit de familie van de Mantispidae, die tot de orde netvleugeligen (Neuroptera) behoort. 
Euclimacia tagalensis is voor het eerst wetenschappelijk beschreven door Banks in 1914.